# Amtsgericht Sömmerda

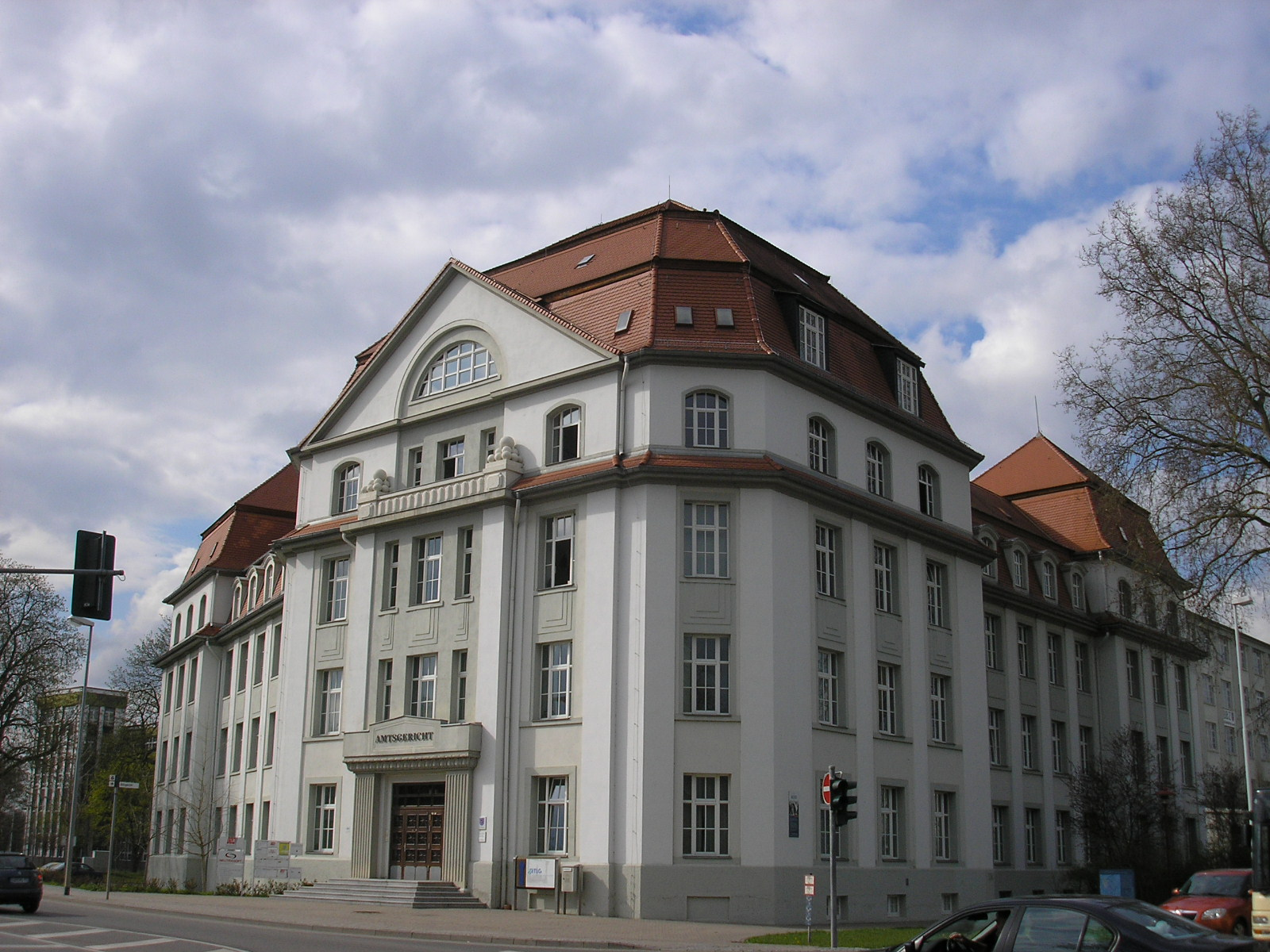
Gerichtsgebäude (2009)

Das Amtsgericht Sömmerda ist ein Gericht der ordentlichen Gerichtsbarkeit und eines von sechs Amtsgerichten (AG) im Bezirk des Landgerichtes Erfurt.

## Gerichtssitz und -bezirk
Sitz des Gerichtes ist Sömmerda, die Kreisstadt des Landkreises Sömmerda im Nordosten von Thüringen. Der 807 km² große Gerichtsbezirk erstreckt sich auf den Landkreis Sömmerda mit 37 Gemeinden. In ihm leben rund 70.000 Menschen. 
Insolvenz-, Zwangsversteigerungs- und Zwangsverwaltungsverfahren bearbeitet das Amtsgericht Erfurt. Für die Führung des Handels-, Genossenschafts- und Partnerschaftsregisters ist das Amtsgericht Jena zuständig. Zentrales Mahngericht ist das Amtsgericht Aschersleben.

## Gebäude
Das Gericht ist im Gebäude Weissenseer Straße 52 untergebracht.

## Übergeordnete Gerichte
Dem AG Sömmerda ist das Landgericht Erfurt übergeordnet. Zuständiges Oberlandesgericht ist das Thüringer Oberlandesgericht in Jena.